# Rhodes (Moselle)
Rhodes település Franciaországban, Moselle megyében. Lakosainak száma 124 fő (2022. január 1.). Rhodes Diane-Capelle, Fribourg, Langatte és Languimberg községekkel határos.

## Népesség
A település népessége az elmúlt években az alábbi módon változott:
| Lakosok száma | 91   | 55   | 51   | 70   | 112  | 119  | 122  | 128  | 128  | 124  |
|               | 1968 | 1982 | 1990 | 2006 | 2013 | 2015 | 2017 | 2019 | 2020 | 2022 |